# دیدیمبو، آنگولا
دیدیمبو (به انگلیسی: Didimbo) شهری در استان واقع در کشور آنگولا است که در سال ۲۰۰۹ میلادی نفر جمعیت داشته است.